# Happy Birthday
Happy Birthday é um filme brasileiro de 2015 escrito e dirigido pelo ator e diretor Paulo Leão.
De carreira notadamente internacional, Happy Birthday tem a impressionante marca de Seleção Oficial em mais de cinquenta festivais internacionais de cinema, além de várias indicações e prêmios.
Nos últimos anos esteve presente em mais de vinte países, nos cinco continentes.
No melhor estilo indie, o filme é protagonizado pelo próprio diretor, em virtude do local e condições enfrentadas na época da filmagem.
Nesta produção o lema foi 'uma câmera na mão e uma ideia na cabeça', o mesmo usado por Glauber Rocha e o Cinema novo.

## Elenco
- Paulo Leão como O Homem[4]
- Mariana Levenhagen como A Filha
- Vitor Levenhagen como O Filho
- Rayanne Rocha como A Namorada

## Sinopse
Happy Birthday mostra a trajetória de um homem solitário que aguarda a chegada dos convidados para a comemoração de seu aniversário. Durante essa espera a ansiedade do aniversariante aumenta, causando assim uma mistura de recordações e delírios.

## Lançamento
O filme foi lançado em 2016 na Espanha, no Barcelona Planet Festival.

## Festivais e países
Seleções oficiais:

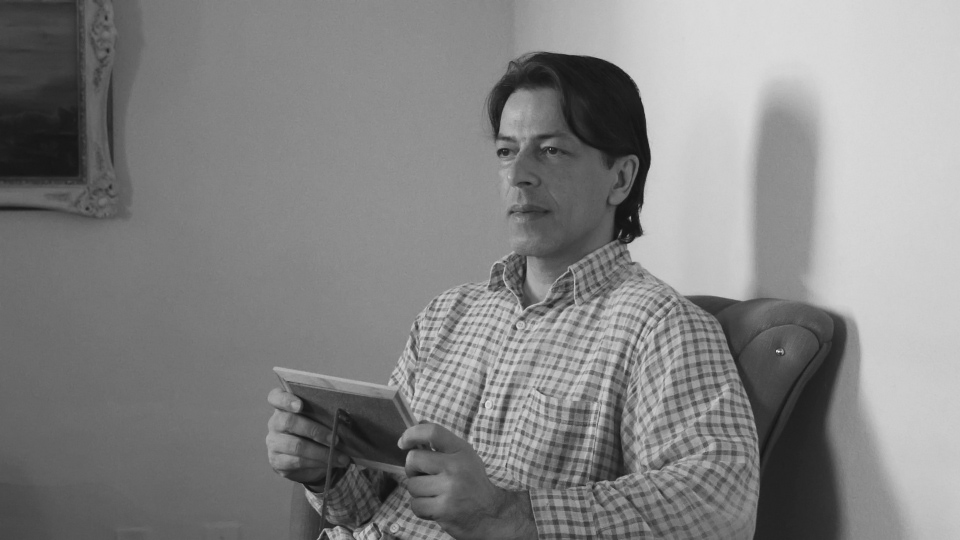
Paulo Leão em cena, no filme Happy Birthday - 2014

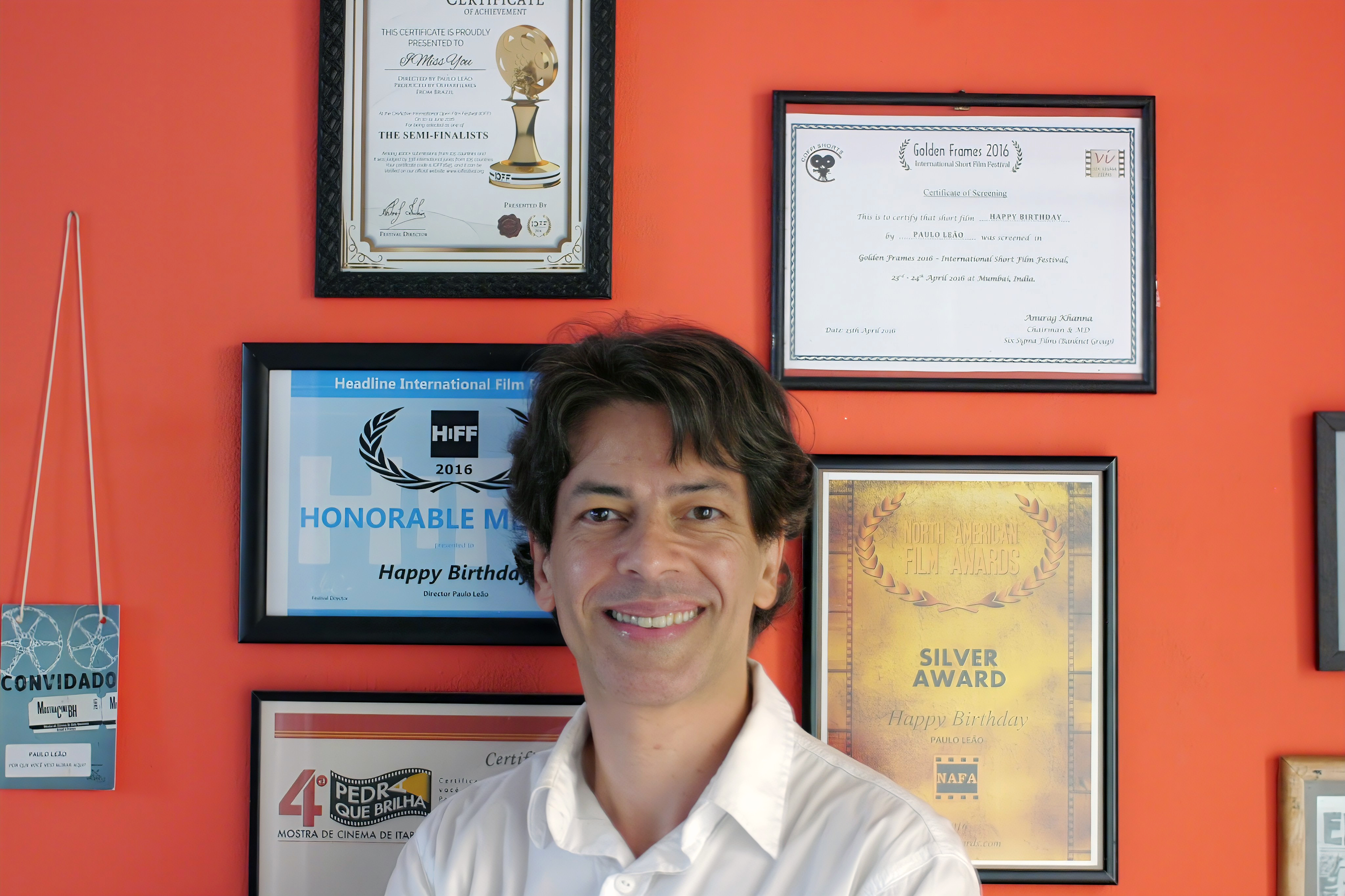
Ator e diretor Paulo Leão - 2016

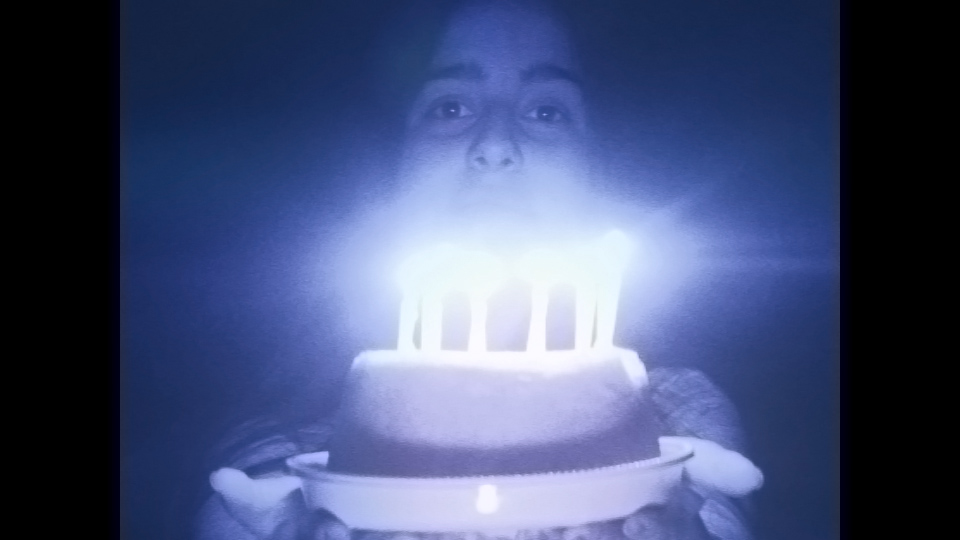
Cena do filme Happy Birthday

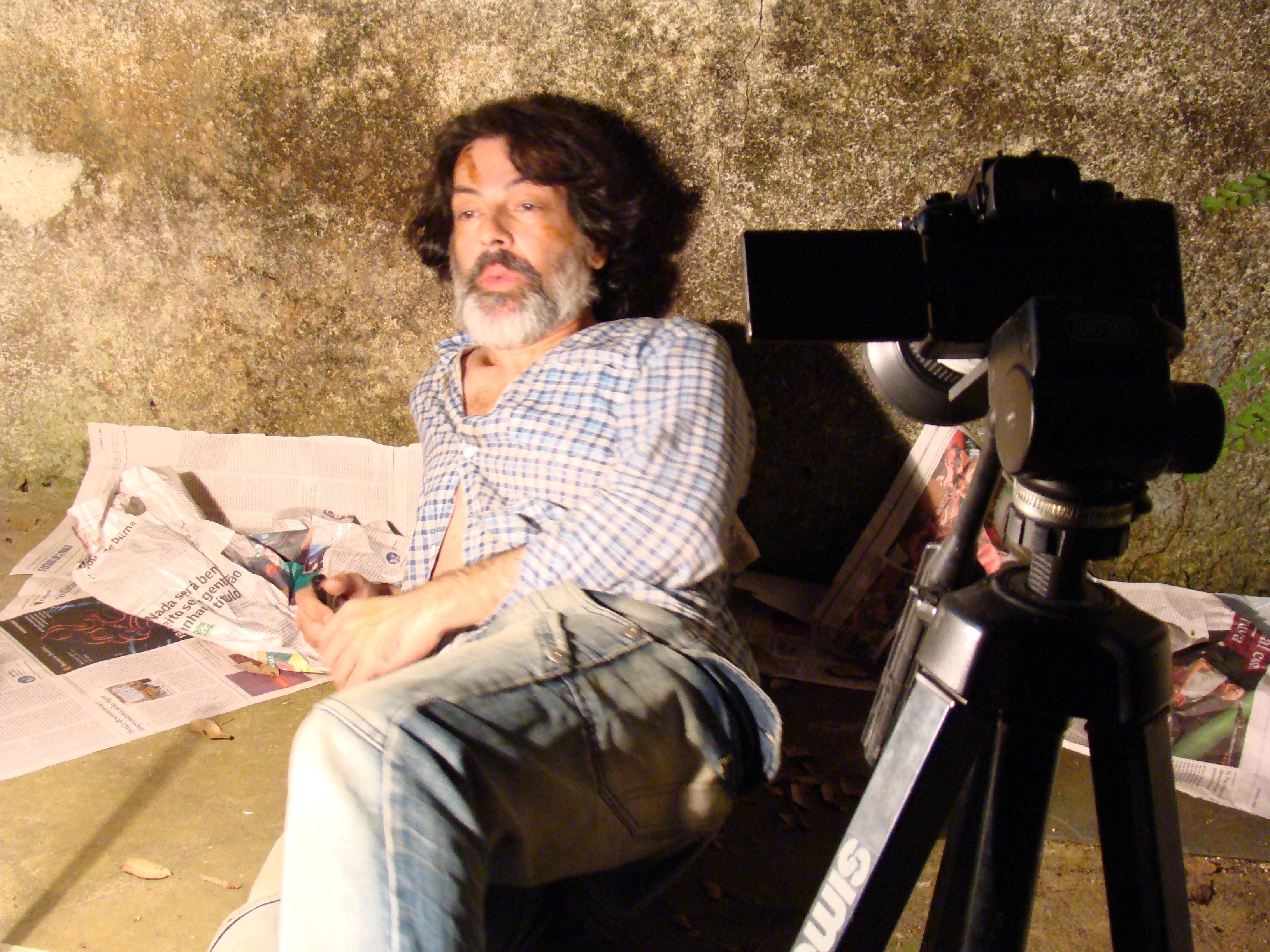
Foto de making of da cena final de Happy Birthday - 2014

- Barcelona Planet Film Festival (trailer) - 2016 - Espanha
- The Montly Film Festival (trailer) - 2016 - EUA
- Headline International Film Festival - 2016 - EUA
- GoldenSun Short Film Festival - 2016 - Malta
- North American Film Awards - 2016 - EUA
- TOFF Film Festival - 2016 - Online
- Los Angeles Cine Fest - 2016 - EUA
- 2ª Muestra Iberoamericana de Cine de Taxco - 2016 - México
- Premios Latino - Cine de Oro - 2016 - Espanha
- Ozark Shorts - 2016 - EUA
- Golden Frames - 2016 - Índia
- All Lights India International Film Festival - 2016 - Índia
- TIF Video Challenge - 2016 - Chipre
- Ekurhuleni International Film Festival - 2016 - África do Sul
- Indie Wise - 2016 - EUA
- Kinosmena Short Film Festival - 2016 - Bielorrússia
- Allucinema Film Festival - 2016 - México
- GRAND OFF - WORLD INDEPENDENT FILM AWARDS - 2016 - Polônia
- BLOW-UP · Chicago International Arthouse FILM FEST - 2016 - EUA
- Festival de Cortometrajes Jose Francisco Rosado - 2016 - Espanha
- Grand IndieWise Convention - 2016 - EUA
- Indie Wise FREE Virtual Festival - online - 2017
- United King Screen One International Film Festival 2017 (trailer) - Escócia
- Miami Epic Festival 2017 - EUA
- AM Egypt Film Festival - 2017 - Cairo, Egito
- Cinema of the World - 2017 - Índia
- Quarzazate International Film Festival - 2017 - Berlim - Alemanha
- Cardiff International Film Festival - 2017 - País de Gales - Reino Unido
- AFC Global Fest 2017 - Kolkata - Índia
- STIFF - San Marino Torinese International Film Festival - 2018 - Itália
- Grand IndieWise Convention 2018 - Miami, Flórida - EUA
- Miami Epic Festival 2018 - EUA
- San Mauro Film Festival 2018 - Turim, Itália
- InShort Film Festival 2018 - Lagos - Nigéria
- Cante & Conte Film Festival - Bapendy - Brazil
- Lift-Off Global Network 2023 - Filmmaker Sessions at Pinewood Studios - Reino Unido e Raleigh Studios - Holywood. Berlim, Tóquio, Manchester, Austin, Nova Iorque, Toronto, Los Angeles, Amsterdã, Paris
- Serbest International Film Festival (SIFF) - 2023 - Moldávia
- Cinema Of The World (CWIFF) - 2023 - Emirados Árabes, Índia, EUA
- Black & White Film Festival (trailer) - 2024 - Toronto, Canada
- WideScreen Film & Music Video Festival - 2024 - Toronto, Canada
- ShortVerse - 2024 - Streaming
- Black & White Film Festival (filme) - 2024 - Toronto, Canada
- Kuala Lumpur International Film Academy Awards - 2025 - Kuala Lumpur - Malásia
- Festival for Trailers Monthly - 2025 - Los Angeles, USA
- WILDsound Daily Festival (trailer) - 2025 - online
- Lift-Off Filmmaker Sessions volume 3 - 2025 - England
- WideScreen Film & Music Video Festival - 2025 -  Canada

## Prêmios, indicações e destaques
| Ano  | Prêmio                                                             | Categoria                    | Posição          | Resultado | Ref    |
| ---- | ------------------------------------------------------------------ | ---------------------------- | ---------------- | --------- | ------ |
| 2016 | HeadLine International Film Festival Canada                        | Melhor Filme                 | Finalista        | Venceu    | [ 5 ]  |
| 2016 | North American Film Awards USA                                     | Melhor Diretor               | Finalista        | Venceu    | [ 6 ]  |
| 2016 | North American Film Awards USA                                     | Melhor Diretor               | Nomeado          | -         | [ 6 ]  |
| 2016 | Grand Indie Wise Convention USA                                    | Melhor Filme                 | Finalista        | Indicado  | [ 2 ]  |
| 2017 | United King Screen One International Film Festival Scotland        | Best International Trailer   | Finalista        | Indicado  | [ 2 ]  |
| 2017 | Allucinema Fest 2017 México                                        | Melhor Filme                 | Semifinalista    | -         | [ 2 ]  |
| 2017 | Miami Epic Trailer Festival USA                                    | Melhor Trailer Internacional | Semifinalista    | -         | [ 2 ]  |
| 2018 | Grand IndieWise Convention 2018 USA                                | Melhor Filme                 | Finalista        | Indicado  | [ 2 ]  |
| 2018 | San Mauro Film Festival Turin Italy                                | Melhor Filme                 | Finalista        | Indicado  | [ 2 ]  |
| 2018 | STIFF - San Marino Torinese International Film Festival 2018 Italy | Melhor Filme                 | Semifinalista    | -         | [ 2 ]  |
| 2018 | Miami Epic Festival 2018 USA                                       | Melhor Filme                 | Finalista        | Indicado  | [ 2 ]  |
| 2023 | Serbest International Film Festival (SIFF) Moldávia                | Diversas                     | Semifinalista    | -         | [ 2 ]  |
| 2023 | Cinema Of The World International Film Festival India              | Diversas                     | Finalista        | Pendente  | [ 7 ]  |
| 2023 | Cinema Of The World International Film Festival India              | Great Talent Award           | Finalista        | Venceu    | [ 8 ]  |
| 2024 | WideScreen Film & Music Video Festival Canada                      | Honorable Mention - Trailer  | Finalista        | Venceu    | [ 9 ]  |
| 2024 | WideScreen Film & Music Video Festival Canada                      | Honorable Mention - Filme    | Finalista        | Venceu    | [ 2 ]  |
| 2024 | Black & White Film Festival - Canada                               | Best Experimental Film       | Finalista        | Venceu    | [ 10 ] |
| 2025 | Festival for Trailers Monthly - february 2025 - USA                | Best Cinematography          | Finalista        | Venceu    | [ 11 ] |
| 2025 | WideScreen Film & Music Video Festival 2025 - Canada               | Best Film                    | Quarter-Finalist | -         |        |